# کمربندی

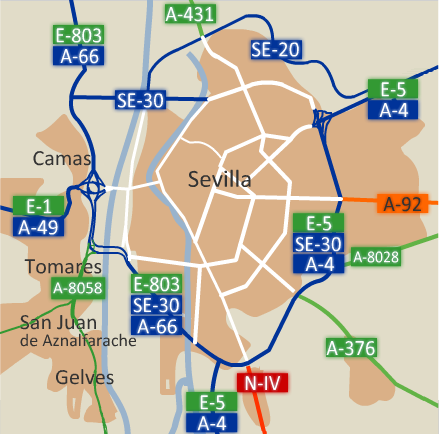
نقشه کمربندی شهر سِویا اسپانیا.

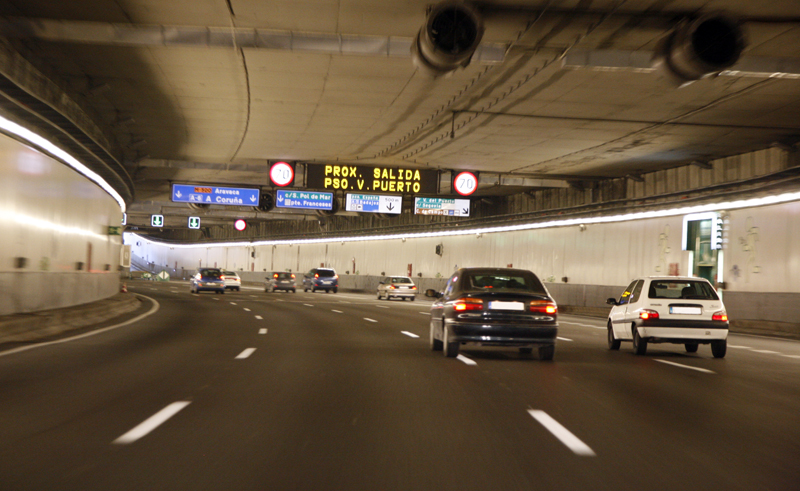
تونلی در مسیر کمربندی شهر مادرید.

کَمَربَندی (انگلیسی: Ring road) یا (به انگلیسی: beltway) جاده‌ای است که دور شهر کشیده می‌شود تا خودروها مجبور به گذشتن از داخل شهر نباشند. اگر کمربندی به صورت دایره کامل دور شهر را نگرفته باشد و حالت نیم‌دایره داشته باشد به آن کِنارگُذَر هم گفته می‌شود.
برخی کمربندی‌ها به عنوان جاده‌ای جدید در پیرامون شهرها یا روستاها احداث می‌شوند اما برخی از کمربندی‌ها از اتصال راه‌های موجود در شبکه جاده‌های حومه شهرها به‌وجود می‌آیند.
احداث کمربندی‌ها خطراتی برای عبور و مرور عابران پیاده مناطق حومه ایجاد می‌کند که برای حل این مسئله معمولاً پل‌های عابر پیاده زیادی در جاده‌های کمربندی احداث می‌شود. گاه بخشی از کمربندی‌ها یا تقریباً‌همه آن به صورت تونل و در زیر زمین ساخته می‌شود مانند کمربندی شهر بروکسل، پایتخت بلژیک.
ساخت کمربندی‌های کنارگذر به شکل بزرگراه به‌ویژه برای شهرهایی که در مسیر جاده‌های بین‌المللی قرار دارند ضروری است زیرا فقدان کنارگذر باعث ازدحام کامیون‌ها و تریلی‌ها و خودروهای مسافرتی زیادی در سطح خیابان‌های مرکزی این شهرها خواهد شد.
اگر کمربندی به صورت کامل دور شهر را نگرفته باشد به آن کنارگذر گفته می‌شود. (مانند بزرگراه آزادگان تهران)